# Patinaj viteză la Jocurile Olimpice de iarnă din 1924
Probele sportive de patinaj viteză la Jocurile Olimpice de iarnă din 1924 s-au desfășurat în perioada 26-27 ianuarie 1924 la Chamonix, Franța. Charles Jewtraw a câștigat prima medalie de aur a Jocurilor de iarnă din 1924, iar Clas Thunberg și Roald Larsen au câștigat fiecare medalie în toate cele cinci evenimente, Thunberg câștigând 3 de aur.

### Sumar medalii

#### Clasament pe țări
| Loc   | Țară                       | Aur | Argint | Bronz | Total |
| ----- | -------------------------- | --- | ------ | ----- | ----- |
| 1     | Finlanda                   | 4   | 2      | 2     | 8     |
| 2     | Statele Unite ale Americii | 1   | 0      | 0     | 1     |
| 3     | Norvegia                   | 0   | 3      | 4     | 7     |
| Total | Total                      | 5   | 5      | 6     | 16    |

### Masculin
| Probă sportivă       | Aur                                          | Aur     | Argint                     | Argint  | Bronz                                            | Bronz   |
| 500 metri detalii    | Charles Jewtraw · Statele Unite ale Americii | 44,0    | Oskar Olsen · Norvegia     | 44,2    | Roald Larsen · Norvegia Clas Thunberg · Finlanda | 44,8    |
| 1.500 metri detalii  | Clas Thunberg · Finlanda                     | 2:20,8  | Roald Larsen · Norvegia    | 2:22,0  | Sigurd Moen · Norvegia                           | 2:25,6  |
| 5.000 metri detalii  | Clas Thunberg · Finlanda                     | 8:39,0  | Julius Skutnabb · Finlanda | 8:48,0  | Roald Larsen · Norvegia                          | 8:50,2  |
| 10.000 metri detalii | Julius Skutnabb · Finlanda                   | 18:04,8 | Clas Thunberg · Finlanda   | 18:07,8 | Roald Larsen · Norvegia                          | 18:12,2 |
| General detalii      | Clas Thunberg · Finlanda                     | 198,023 | Roald Larsen · Norvegia    | 199,763 | Julius Skutnabb · Finlanda                       | 202,347 |